# Erímanthos Óros
Erímanthos Óros är ett berg i Grekland.   Det ligger i regionen Västra Grekland, i den centrala delen av landet, 170 km väster om huvudstaden Aten. Toppen på Erímanthos Óros är 2 113 meter över havet, eller 823 meter över den omgivande terrängen. Bredden vid basen är 9,1 km.
Terrängen runt Erímanthos Óros är bergig åt nordost, men åt sydväst är den kuperad. Runt Erímanthos Óros är det glesbefolkat, med 9 invånare per kvadratkilometer. Närmaste större samhälle är Káto Mazarákion, 18,3 km nordväst om Erímanthos Óros. 